# تاریخ مشروطه ایران (کتاب)
تاریخ مشروطهٔ ایران کتابی از احمد کسروی است که در سال ۱۳۱۹ خورشیدی به چاپ رسید. این نبشته برجسته‌ترین سند نوشته شده دربارهٔ رویداد مشروطه و چند و چون آن می‌باشد و حتی در زمانی که نوشته‌های کسروی ممنوع شمرده می‌شود این نوشتار همچنان آبشخور و گواه پژوهش‌های تاریخی است. کسروی (زادهٔ ۱۲۶۹ ه‍.ش) در زمان انقلاب مشروطه و محاصره تبریز، خود ساکن این شهر بوده و وقایع بسیاری را از نزدیک روایت می‌کند. این کتاب توسط ایوان سیگل به انگلیسی نیز ترجمه شده‌است.

## محتوا
تاریخ مشروطهٔ ایران به پیشامدهای میان سال‌های ۱۲۸۴ تا ۱۲۸۸ ه‍.ش (شکست استبداد صغیر و فتح تهران) می‌پردازد. کتاب تاریخ هجده ساله آذربایجان نیز دنباله این کتاب بوده و با مرگ شیخ محمد خیابانی در ۱۲۹۹ پایان می‌یابد. کسروی نوشتن این تاریخ را نخست از ماهنامه‌ای به نام پیمان آغاز کرد.

## انگیزه کسروی از نگارش این نوشته
کسروی انگیزه‌های زیر را برای نگارش این نوشته بر می‌شمرد:
1. کسروی می‌گوید: «سی سال گذشت و یکی از آنان که در جنبش پا در میان داشته بود یا خود می‌توانست آگاهیهایی گرد آورد به نوشتن آن برنخاست، و من دیدم داستان‌ها از میان می‌رود و در آینده کسی گرد آوردن آن‌ها نخواهد توانست. یک جنبشی که در زمان ما رخ داده، اگر ما داستان آن را ننویسیم دیگران چگونه خواهند نوشت؟!...»
2. بررسی رازهای ناکامی جنبش
3. شناساندن قهرمانان راستین و پیشگیری از واژگونه نمایی تاریخ
4. پیشگیری از چسباندن این جنبش به بیگانگان
5. یاداوری کوشش کسانی که در آینده کنار گذارده شدند.
6. پیشگیری از نوشته شدن تاریخ میهن به دست بیگانه
7. و سرانجام درد فراموشی ایرانیان

## انتقاد به احمد کسروی در وقایع نگاری تاریخ مشروطه اردبیل
بابا صفری در کتاب اردبیل در گذرگاه تاریخ جلد دوم می‌نویسد:

احمد کسروی جز دو-سه فصل کتاب تاریخ مشروطه ایران و تاریخ هیجده‌ساله آذربایجان بصورت مجمل و نارسا به وقایع اردبیل در دوران مشروطیت که از ملتهب‌ترین شهرهای ایران در این دوره بود نپرداخته‌است و اردبیلی‌ها از این حیث از وی همواره گله مند هستند؛ زیرا در زمانیکه او دست به تألیف آن کتابها زد، طرفداران وی در اردبیل هر چه یادداشت و نوشته و عکس و مدرکی راجع به وقایع اردبیل بود جمع‌آوری کرده برای او بردند. لیکن او از آنهمه مدارک، جز صفحات معدودی راجع به اردبیل در کتابهای خود مطلبی نیاورده است و چون وی به قتل رسید استرداد مدارک یاد شده به صاحبان آنها نیز میسر نگردید از اینرو متأسفانه تاریخ اردبیل، مدارک و اسناد لازم را هم از دست داده‌است.

- مرتضی طالع ماسوله، رئیس دبیرخانه شورای عالی میراث فرهنگی، صنایع دستی و گردشگری کشور در همایش سالانه اعطای نشان شاه اسماعیل صفوی می‌گوید:

کتاب تاریخ مشروطه نوشته احمد کسروی نیز حق شهر اردبیل را ادا نکرده‌است. دو رویداد چشمگیر تاریخی سیاسی در اردبیل به ثبت رسیده که یکی تشکیل حکومت ملی صفوی است. شاه اسماعیل صفوی با وجود اینکه یک پادشاه ۱۳ ساله بود در بیرون راندن ازبک‌ها از کشور نقش قابل توجهی ایفا کرد. واقعه مهم دیگر مشروطیت است که در کتاب سخنوران آذربایجان نویسندگان این کتاب پرداخت کافی در خصوص بانیان این واقعه ندارند و این در حالی است که از اردبیل، حاج باباخان اردبیلی فعالیت‌های مشروطه خواهی خود را آغاز و نسبت به روشن گری اردبیلی‌ها اقدام کرد. تهران، رشت و اردبیل سه مثلث اساسی مشروطه می‌باشد و ضروری است مورخان به تبیین و بازخوانی هویت و تاریخ این شهر بپردازند. در عین حال پرداخت تاریخی باید طوری باشد تا مردم ایران نیز به نقش کلیدی اردبیل در واقعه مشروطه پی ببرند.

## ساختار کتاب
بخش یکم
گفتار یکم. ایرانیان چگونه بیدار شدند؟
1. ایران پیش از جنبش مشروطه
2. حاجی‌میرزا حسین‌خان سپه‌سالار
3. میرزا ملکم‌خان و سید جمال‌الدین
4. نامه سید جمال‌الدین به ناصرالدین‌شاه
5. آغاز بیداری در توده ایران
6. روزنامه و دبستان
7. امین‌الدوله و کارهای او
8. وامهای ایران
9. رنجش مردم از بلژیکیان
10. برافتادن اتابک و وزیر اعظمی عین‌الدوله
11. دستگیری طلبه‌ها
12. پیمان گمرکی با روسیان و تعرفه نوین
13. پیشرفت دبستان‌ها
14. فزونی روزنامه‌ها
15. حبل‌المتین
16. کتاب‌های طالبوف و سیاحت‌نامه ابراهیم‌بیک
17. شعرهای وطنی

گفتار دوم. جنبش مشروطه‌خواهی چگونه پیدا شد؟
1. همدستی دو سید
2. آزردگی نمودن بازرگانان تهران از دست بلژیکیان
3. آشوب کرمان
4. ویران کردن سرای بانک
5. چوب زدن علاءالدوله بپای بازرگانان
6. پیش‌آمد مسجدشاه
7. رفتن کوشندگان بعبدالعظیم
8. پذیرفتن شاه درخواست‌ها را
9. عدالتخانه
10. بازگشت کوچندگان به تهران
11. بداندیشیهای عین‌الدوله
12. نشست در باغشاه
13. نامهٔ طباطبایی بعین‌الدوله
14. آشوب مشهد و آوازه آن
15. نامه طباطبایی بمظفرالدین‌شاه
16. بیرون کردن رشدیه و دیگران از تهران
17. نامه ناصرالملک بطباطبایی
18. کشته‌شدن سید عبدالحمید
19. داستان مسجد آدینه
20. پراکنده‌شدن مردم از مسجد
21. کوچیدن علما به قم
22. درخواست‌های مردم از دولت
23. پشتیبانی محمدعلی میرزا از کوشندگان
24. فرمان مشروطه
25. کارشکنی‌های درباریان

گفتار سوم. تبریز چگونه برخاست؟
1. کشاکشهای کیشی در آذربایجان
2. کشته‌شدن میرزا آقاخان کرمانی و یاران او
3. داستان نان
4. کشته‌شدن جعفرآقا شکاک
5. جنگ ارمنی و مسلمان در قفقاز
6. بدیهای محمد علی‌میرزای ولیعد
7. کوشندگان تبریز
8. جنبش تبریز
9. هنایش این جنبش در مردم تبریز
10. پذیرفتن شاه درخواست تبریزیان را
11. کارهائیکه مردم می‌کردند
12. بازشدن دارالشوری
13. بیرون کردن میرهاشم و امام‌جمعه از تبریز
14. نخستین نبرد با محمد علیمیرزا
15. بانک ملی
16. نمونه سهشهای ایرانیان
17. پاسخ سنجیدهٔ تبریز درباهٔ بانک ملی
18. رفتن محمد علی‌میرزا به تهران
19. داده‌شدن قانون اساسی
20. روانه گردانیدن نمایندگان از آذربایجان
21. دلبستگی ایرانیان قفقاز به مشروطه
22. جنگ حیدری و نعمتی در اردبیل

گفتار چهارم. چه کشاکشهایی با محمد علیمیرزا برخاست؟
1. مرگ مظفرالدین‌شاه
2. تاجگزاری محمدعلی میرزا و بی‌پروایی او با مجلس
3. کوشش‌های مجلس به برانداختن نوز و پریم
4. شناساندن وزیران بمجلس
5. شورش بهمن‌ماه
6. درخواست‌های هفت‌گانه تبریزیان

گفتار پنجم – جستجویی از حال مردم
1. یکی از کمیهای جنبش مشروطه
2. فزونی دبستانها
3. روزنامه‌های تبریز
4. روزنامه‌های تهران
5. دو روزنامه دیگر

بخش دوم
گفتار ششم. اتابک به چه نیرنگ‌ها کوشید؟
1. اندیشه‌های اتابک
2. اندیشه‌های حاجی شیخ فضل‌الله
3. آغاز دو دستگی میان علما
4. کشاکش بر سر قانون اساسی
5. شورش اردیبهشت‌ماه (در تبریز)
6. دوسخنی میان تبریز و تهران
7. پافشاری تبریز
8. دستبردهاییکه علما در قانون می‌کردند

گفتار هفتم. نبرد مشروطه و مشروعه بکجا انجامید؟
1. همدستی سه مجتهد
2. داستان ماکو
3. داستان سالارالدوله
4. پیشرفت یکی از خواست‌های ملایان
5. بیدادگری‌های پسر رحیم‌خان
6. درماندگی مجلس
7. داستان اکرام‌السلطان
8. بازپافشاری تبریز
9. آمادگی‌های جنگی تبریز
10. جنبش مجلس و نتیجه آن

گفتار هشتم – چگونه دربار به آرامش گرایید؟
1. دلسوزی نابجای مجلس باتابک
2. بیرون آمدن بست‌نشینان
3. پیمان ۱۹۰۷ در میان روس و انگلیس
4. گراییدن درباریان بمشروطه
5. انجمنهای ایالتی
6. جنگهای خوییان با اقبال‌السلطنه
7. پاسخ اقبال‌السلطنه به تلگراف فرمانفرما
8. دنباله کشاکش مرزی
9. برخی نیرنگها که شناخته گردید
10. گفتار «روح‌القدس»
11. آمدن محمدعلیمیرزا به مجلس
12. دو تیرگی در میان تبریزیان
13. برپا شدن انجمن «اسلامیه» در تبریز
14. آهنگ فرمانفرما به ساوجبلاغ

گفتار نهم. چگونه بار دیگر کشاکش آغاز یافت؟
1. بدخواهی‌های سعدالدوله و امیربهادر و دیگران
2. سست‌کاریهای مجلس
3. تاختن به مجلس و آغاز آشوب
4. پافشاری مجلس و پایداری آن
5. پیوستن ملایان باوباشان
6. آدمکشی در میدان توپخانه
7. یک‌کار بسیار بجایی که انجمن تبریز کرد
8. پیروزی آزادیخواهان و پایان آشوب
9. ایستادگی تبریز و بیهودگی آن
10. پایان کار ملایان
11. گرفتاری سردستگان اوباش و کیفر ایشان
12. نخستین خون‌ریزی در تبریز
13. ایستادگی‌های دوچیان
14. فرمانفرما در ساوجبلاغ

ررخداد هشتم اسفند
گفتار دهم. جستجو از حال مردم
1. دگرگونی که در جنبش آزادیخواهی رخ داد
2. روزنامه‌ها

بخش سوم
گفتار یازدهم. چگونه مجلس به توپ بسته شد؟
1. باز پسین کوشش محمد علیمیرزا
2. بیرون رفتن محمدعلیمیرزا از تهران
3. راه نجات
4. یک نافهمی دیگر از سران آزادی
5. راپورت‌های لیاخوف
6. خواستن محمدعلیمیرزا هشت تن را
7. خروش تبریز
8. شورش شهرها یا نمایشهای بیپا
9. بی‌پروایی مجلس در برابر این درخواست‌ها
10. لایحه مجلس
11. بازپسین نشست‌های مجلس
12. آمادگیهای نارسایی که در بیرون می‌رفت
13. یک مردانگی بجایی از علمای نجف
14. پاسخ لایحه مجلس از شاه
15. بازپسین روزها
16. هفته شور و خروش در تبریز
17. جنبش ملایان و آغاز آشوب
18. دسته‌بندی ملایان و خیزش اسلامیه
19. ایستادگی آزادی‌خواهان و آمادگی‌های آن‌ها
20. سه‌شنبه دوم تیرماه
21. آغاز جنگ
22. شکست آزادیخواهان
23. مامانتوف چه دیده
24. چه بر سر دو سید و دیگران گذشت؟
25. سرگذشت میرزا جهانگیرخان و دیگران
26. سرگذشت‌های دیگران
27. پناهیدن تقی‌زاده به سفارت انگلیس
28. فردای آن روز
29. کشته‌شدن ملک و میرزا جهانگیرخان
30. با دیگران چه کردند؟
31. رنجش میانه محمدعلی میرزا و انگلیسها
32. دنباله‌هایی که زبونی تهران توانستی داشت
33. در شهرهای دیگر

گفتار دوازدهم. جنگ در تبریز چگونه آغاز یافت؟
1. آغاز جنگ و بهم‌خوردن انجمن
2. آمدن بیوکخان و سختی جنگ و تاراج
3. رسیدن رحیمخان به بیرون شهر
4. درآمدن رحیم‌خان به شهر
5. پافشاری گردانه ستارخان
6. بازشورانیدن ستارخان تبریز را
7. جنگ‌های سخت
8. تلگراف‌هایی از اسلامیه نشینان

گفتار سیزدهم. چه جنگ‌هایی با عین‌الدوله و سپهسالار رفت؟
1. رسیدن عین‌الدوله و سپه‌دار
2. پشتیبانی‌هایی که به تبریز می‌نمودند
3. یاوری‌هایی که دیگران کردند
4. پشتیبانی که علمای نجف نمودند
5. انجمن تبریز یا جانشین مجلس
6. کشته‌شدن شریف‌زاده
7. آغاز چیرگی مجاهدان

گفتار چهاردهم. چگونه مشروطه‌خواهان بشهرگشایی پرداختند؟
1. خوشترین روزهای تبریز
2. پروایی که دربارهٔ بیگانگان می‌نمودند
3. فرستادن جعبه برای شجاع نظام
4. کشته شدن شجاع نظام و دیگران
5. گشاده‌شدن سلماس و مرند
6. آرامش و سامان در درون شهر
7. گشادی خوی
8. شب حسن دلی
9. داستان مراغه
10. رسیدن حاجی صمدخان به مراغه
11. جنگ‌های شیرمین و سرد رود
12. آمادگی‌های دو سو
13. مجلس شورای کبرای دولتی
14. تیرخوردن حاجی شیخ فضل‌الله
15. یک کار شگفتی از آزادیخواهان قفقاز

گفتار پانزدهم. چگونه تبریز بار دیگر بتنگنا افتاد؟
1. تبریز و خوی سلماس
2. آغاز جنگ با صمدخان
3. جنگ شانزدهم بهمن
4. جنگ الوار
5. جنگ‌های ششم اسفند
6. پس از آنروز
7. روز چهاردهم اسفند
8. درآمدن صمدخان به هکماوار
9. در شهر چه شورشی برخاست؟
10. گریز صمدخان
11. جانفشانی‌های امروز
12. دشواری بزرگی که رخ می‌نمود
13. کشته‌شدن سعید سلماسی
14. کشته‌شدن اسماعیل‌خان
15. جنگ بزرگ ساری‌داغ
16. جنگ آناخواتون
17. آمادگی برای واپسین جنگ
18. مستر باسکرویل
19. جنگ عام غازان با واپسین جنگ
20. دامنه جنگ
21. میانجیگیری نمایندگان روس و انگلیس
22. سرفرود آوردن محمدعلیمیرزا به مشروطه